# Авл Цецина (письменник)
Авл Цецина (лат. Aulus Caecina, ? — після 43 до н. е.) — політичний діяч та письменник пізньої Римської республіки.

## Життєпис
Походив з впливового етруського роду вершників Цецина. Народився у місті Вольтерра. Деякий час був тут претором. Згодом перебрався до Риму, де затоваришував з Марком Цицероном. Брав участь у змаганнях квадриг у Великому цирку. У 69 році Цицерон захищав Цецину. Зробив пророцтво щодо повернення Цицерона із заслання у 57 році до н. е.
З початком громадянської війни у 49 році до н. е. між Гаєм Цезарем та Гнеєм Помпеєм Великим прийняв бік останнього. Після поразки Помпея при Фарсалі у 48 році до н. е. зумів отримав прощення від Цезаря завдяки клопотанням Цицерона, після цього не брав участі у політичному житті. Остання згадку про нього датують 43 роком до н. е. (у листі Цицерона).

## Творчість
Знався на традиціях етруської ворожби. З цього приводу склав працю «Етруська дисципліна», де окрім системи ворожіння йдеться про моральний кодекс етрусків у поєднанні з традиціями стоїків.
Під час громадянської війни написав памфлет проти Цезаря — «Церели». У 48 році до н. е. відмовився від нього й вибачився перед Цезарем.  